# Help!: A Day in the Life
Help!: A Day in the Life è un album del 2005 che riunisce molti artisti contemporanei, prevalentemente inglesi e canadesi. È stato prodotto da War Child per celebrare il decimo anniversario dell'originale Help e si è proposto come obiettivo la raccolta di fondi per gli sforzi umanitari nei paesi in guerra, come la Bosnia ed Erzegovina.
Come il primo album ha battuto ogni record nel 1995, essendo stato registrato lunedì 4 settembre e distribuito sabato 9 settembre, questa volta l'album è stato registrato e reso disponibile via web nell'arco di 30 ore. La registrazione è iniziata alle 12 di giovedì 8 settembre ed era già disponibile alle 18:10 venerdì 9 settembre.
Contributi degni di nota sono stati quelli dei Radiohead e dei Manic Street Preachers, che avevano già contribuito all'album del 1995. Inoltre l'album contiene una cover di Goodbye Yellow Brick Road (Elton John) ad opera dei Keane, patrocinatori della War Child, un contributo last-minute dei Coldplay e una canzone di Emmanuel Jal, coinvolto in tenera età nel conflitto sudanese.
La versione canadese include canzoni di Sam Roberts, The Dears e Buck 65. Vi si trova anche una cover di Don't Think Twice it's Alright, a cura di Emily Haines e James Shaw.
La copertina dell'album è a cura di John Squire.
Il primo singolo estratto dall'album è stata la canzone Lebo's River, una canzone di Raine Maida, che ha aiutato nella produzione dell'album, e Chantal Kreviazuk, sua moglie.
Il ritornello della canzone è stato scritto da Lebo Kgasapane, una diciottenne africana morta di AIDS.

## Tracklist Canadese
1. How You See The World No. 2 -- Coldplay
2. Missing -- City and Colour
3. Hong Kong -- Gorillaz
4. I Want None Of This -- Radiohead
5. Magic On My Mind -- Sam Roberts
6. Stand Alone -- Bedouin Soundclash
7. Utilities -- The Weakerthans
8. Ballad Of Humankindness -- The Dears
9. Cross-Eyed Bear -- Damien Rice
10. Goodbye Yellow Brick Road -- Keane with Faultline
11. At The Angels Feet -- Payolas
12. I Heard It Through The Grapevine -- Kaiser Chiefs
13. Spooked -- Buck 65
14. Get It Right -- Jets Overhead
15. Surrender -- Surefire
16. The Present -- Bloc Party
17. Don't Think Twice It's Alright -- Emily Haines and James Shaw of Metric
18. Lebo's River - A Tribute -- Raine Maida & Chantal Kreviazuk featuring Archie Khambula & Lebo Kgasapane

## Lista Tracce della Versione Inglese
1. I Want None Of This -- Radiohead
2. It Was Nothing -- The Coral
3. Hello Conscience -- The Zutons
4. Snowball -- Elbow
5. Gone Are The Days -- The Magic Numbers
6. Wasteland -- Maxïmo Park
7. Phantom Broadcast -- The Go! Team
8. Gua -- Emmanuel Jal
9. Goodbye Yellow Brick Road -- Keane with Faultline
10. I Heard It Through The  -- Kaiser Chiefs
11. The Present -- Bloc Party
12. Help Me Please -- Hard-FI
13. Eighth Station of the Cross Kebob House -- Belle and Sebastian
14. Cler Archel -- Tinariwen
15. Happy Chirstmas, War is Over -- BGeorge and Antony
16. Hong Kong -- Gorillaz
17. From Bollywood to Battersea -- Babyshambles
18. Leviathan -- Manic Street Preachers
19. Kirby's House -- Razorlight
20. Cross-Eyed Bear -- Damien Rice
21. Mars Needs Women -- Mylo
22. How You See The World No. 2 -- Coldplay